# Lophuromys brevicaudus
Lophuromys brevicaudus — вид гризунів родини мишевих (Muridae). Зустрічається тільки в Ефіопії. Його природними середовищами існування є субтропічні або тропічні високогірні чагарники та субтропічні або тропічні високогірні луки. Йому загрожує втрата середовища проживання.